# Anna Perenna
Anna Perenna var en fornitalisk gudinna, sannolikt representerande årets växling. Hennes fest firades under lössläppta former i mars, det gammalromerska årets första månad, som ett slags folklig nyårsfest. På grund av namnlikheten identifierade Ovidius Anna Perenna med drottning Didos syster Anna. Den tyske religionshistorikern Franz Altheim antog för sin del att Anna Perenna ursprungligen var en etruskisk modergudinna som tidigt smälte in i romersk mytologi.